# ドイツ連邦議会
ドイツ連邦議会（ドイツれんぽうぎかい、ドイツ語: Deutscher Bundestag）は、ドイツ連邦共和国の国民による選挙で選出される議員から構成される、連邦レベルの議会。ドイツにおける下院に相当する。

## 概要

### ドイツの政治における位置づけ
権力分立の原則とドイツ連邦議会
権力分立はドイツの民主主義の原則の一つであり、ドイツ連邦共和国基本法（ドイツの憲法に相当）に定められている。すなわち国家権力は複数の権力に分けられており、立法権（法律を作る権限）、行政権（法律を執行する権限）、司法権（法律を適用して裁く権限）が互いに監視し合い、国家権力の集中を防ぐことになっており、ドイツ連邦議会はこの権力分立の原則における立法権（立法府）に相当する。
立法権に相当する法律の制定・改正のほか、連邦予算の決定、行政府に対する監視とチェック、連邦首相の選出と建設的不信任投票の権限が与えられている。
議場はベルリンの国会議事堂（ライヒスターク Reichstagsgebäude）にある。
連邦参議院との対比
ドイツではこの連邦議会、および各州政府の代表から構成される連邦参議院の二院制をとっている。立法機関としては地位も権能も国民の直接選挙で選ばれる連邦議会に優位がおかれるので、ドイツの国会は一院制に近いと見ることもできる。国会議事堂内は連邦議会の議場のみ存在し、上院に相当する連邦参議院の議場は、この国会議事堂になく、旧プロイセン貴族院に置かれている。

### 任務、権限
ドイツ連邦議会の最も重要な任務は、立法（法律の制定・改正）、および行政府の活動の監視である。
ドイツ連邦議会には次の権限が与えられている。
- 法律の制定・改正（Gesetzgebung） - 連邦議会は、連邦法の制定・改正において中心的な役割を果たす。議案は議会内で審議され、必要な多数決を経て成立する。法案の先議権は連邦議会にある。
- 連邦予算の決定（Haushaltsrecht） - 連邦議会は、連邦政府の予算案を審議し、承認する権限を持っている。予算案は議会での議論を経て成立し、行政府の財政運営の枠組みを決定する。
- 行政府に対する監視とチェック（Kontrolle der Regierung） - 連邦議会は行政府の行動を監視する重要な役割を担っている。議員は行政府に対して質問を行い、委員会を通じて行政府の活動を監視する。[2][3]
- 連邦首相の選出と建設的不信任投票（Wahl des Bundeskanzlers und konstruktives Misstrauensvotum）- 連邦議会は、行政府の長である連邦首相を選出する権限を持っている。また、建設的不信任投票を通じて、現職の首相を解任し新たな首相を選出することができる。[1]

そのほか、ドイツ連邦軍（ブンデスヴェーア）の国外派遣についても決定する権限を持つ。

### 議員の選出方法と任期
議員は比例代表制と小選挙区制を組み合わせた「混合選挙制度」によって選ばれる。
連邦議会議員の選挙制度の経緯や詳細については#選挙制度の節で説明する。
議員の任期は4年。

### 会期と休会期間
ドイツの連邦議会自体は基本的に常設のものであり、解散されない限り、基本的に通年で運営されているが、その議員は常に集まっているわけではなく、議員が集まる複数の本会議週（Sitzungswochen）が設けられており、この期間中（通常は年間約20〜22週）に本会議や委員会が開催され、それに出席するために連邦議会議員はドイツ各地からベルリンへと集まる。
休会期間
本会議週以外の期間は休会期間であり、議員は自身の選挙区の活動などに専念する。
そのほか、次のような休会期間が特に設けられている。
- 夏季休会（Sommerpause）- 通常7月中旬〜8月下旬に設定されており、この時期は公式な本会議は開かれない。
- クリスマス・年末年始休会 - 12月下旬から1月初旬にかけては休会期間となる。

## 解散
連邦大統領に議会を解散する権限が与えられているが、要件が厳しく、連邦政府信任決議の否決及び連邦議会による連邦首相の指名が3回に及んでも統一見解を得ない場合に限られており、容易には解散できないようになっている。連邦議会解散は過去に4回ある（1972年、1983年、2005年、2024年）。なお、建設的不信任制度を採用しており、連邦政府不信任決議の可決は後継の連邦首相の指名とセットでなければならないので、この方法で連邦議会を解散することはできない。

## 議会の沿革
- 神聖ローマ帝国時代に諸侯会議（Reichstag、ライヒスターク）が設置される。これは現在の意味の議会の機能を有するものではなかった。
- 1815年に創設されたドイツ連邦で初めて連邦議会（ドイツ語版、英語版） (Bundestag des Deutschen Bundes、ブンデスターク・デス・ドイチェン・ブンデス。直訳すれば「ドイツ連邦の連邦議会」) という名称が使われた。
- 1867年に始まる北ドイツ連邦では神聖ローマ帝国と同じ国会（Reichstag、ライヒスターク）と称した。
- 1871年にドイツ国（Reich）が成立すると「国会」（Reichstag）の名称がそのまま継承されて、ヴァイマル共和政、ナチス・ドイツ時代までこの名称が存続した。

- 1949年にドイツ連邦共和国（西ドイツ）が成立すると、同年の9月7日にドイツ連邦議会（Deutscher Bundestag）という名称が採用された。議事堂は臨時首都のボンに置かれた。
- 1990年の再統一後、1999年に、ベルリンの国会議事堂の大改修が完了し、ドイツ連邦議会はベルリンへ移転した。

## 選挙制度

### 沿革

#### 初期議会の選挙制度
1949年の第1回連邦議会議員選挙（定数400議席（表決権のない西ベルリン選出議員を除く。））においては、「第1期連邦議会及び第1期連邦集会に関する1949年6月15日の選挙法」（BGBl. I S.21）に基づき、242議席（うち2議席が超過議席）が選挙区から選出され、160議席が州名簿から選出された。この選挙は、1票制であり、定数の割り当て、政党への議席配分、阻止条項の適用は、いずれも州ごとに実施された。その結果、各州において有効投票総数の5%以上の得票があるか、又は選挙区において1議席以上を獲得した政党でなければ、州名簿への議席配分を受けることができなかった。
1953年の第2回連邦議会議員選挙においては、「第2期連邦議会及び連邦集会に関する1953年7月8日の選挙法」（BGBl. I S.470）に基づき、定数が484議席に増加し、選挙区の定数と州名簿の定数の比率が50%ずつとなったほか、2票制が導入された。阻止条項の適用は、州ではなく連邦全土を単位として実施されたため、連邦全土で第2票（政党への投票）の有効投票総数の5%以上の得票があれば、州名簿への議席配分を受けることが可能となった。

#### 連邦選挙法の制定
その後、1956年には、恒久法として連邦選挙法（BGBl. I S.383）が制定され、現在に至るまでの間、連邦議会議員選挙は同法に基づいて実施されている。
1957年の第3回連邦議会議員選挙においては、定数が496議席に増加したほか、阻止条項のハードルが高められ、連邦全土で第2票の有効投票総数の5%以上の得票があるか、又は選挙区において3議席以上を獲得した政党でなければ、州名簿への議席配分を受けることができないこととされた。また、同一政党の州名簿を結合（「名簿結合」）して、これを1つの名簿とみなして議席配分をすることが可能となった（連邦選挙法7条）。その後、1つの州のみで選挙に参加する政党（例えば、キリスト教社会同盟（CSU））以外の全ての政党が名簿結合を利用するようになったため、1975年6月24日の連邦選挙法改正法（BGBl. I S.1593）において、同一政党の州名簿は、反対の意思表示がない限り、結合されたものと推定する旨の規定が設けられ、名簿結合をすることが原則であるとされた。これによって、全国レベルでの政党への議席配分と、当該議席数の各州名簿への配分という2段階の議席配分方式が確立した。
このような2段階の議席配分方式の合理性については、次のような問題点が指摘されてきた。すなわち、併用制は、比例代表制を本質としており、「結果価値の平等」を要請しているのであるから、超過議席を容認することが、「結果価値の平等」を侵害し、「選挙の平等」（基本法38条1項）に違反するのではないかという点である。しかしながら、連邦憲法裁判所は、1997年4月10日の第二法廷の判決において、併用制が純粋な比例代表制ではなく多数代表制（小選挙区制）の要素を含むことを理由として、超過議席の発生を許容する連邦選挙法の規定が一定の限度において合憲であると判断している。

#### 負の投票価値の問題

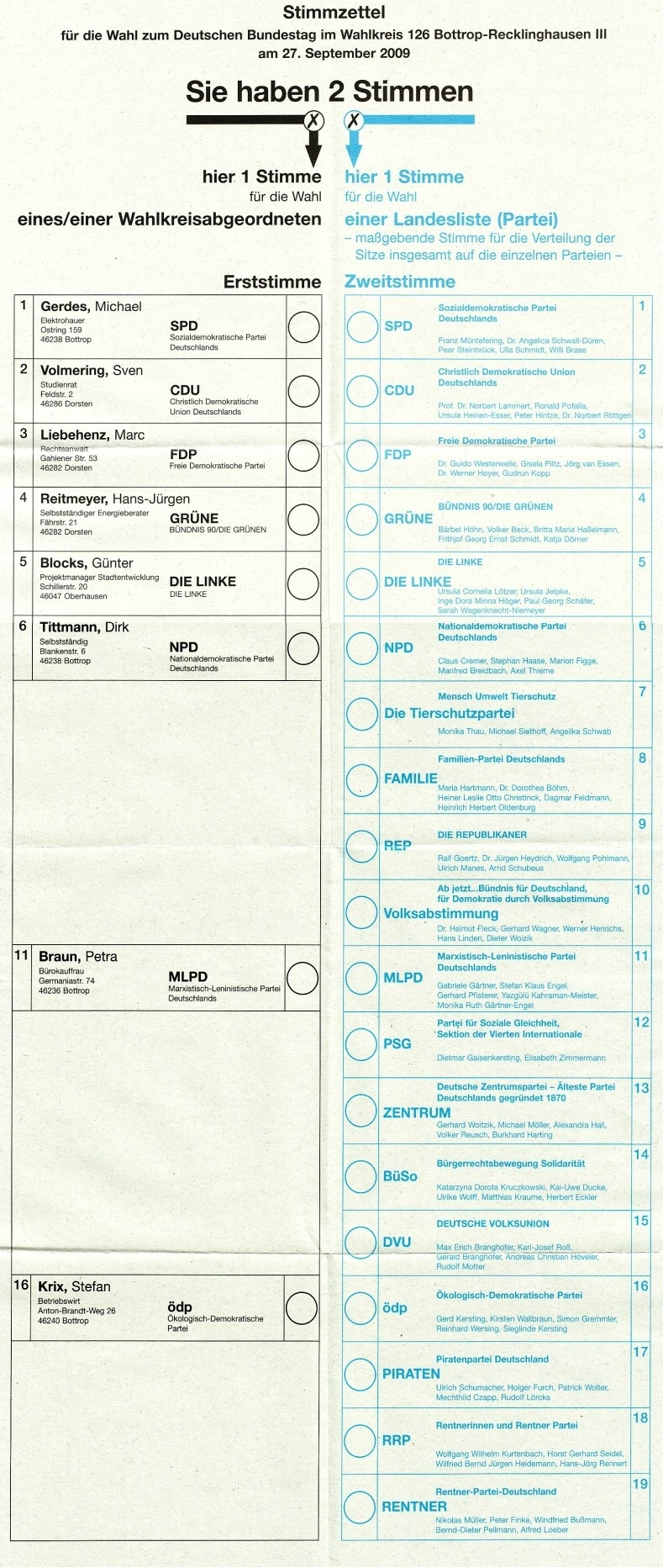
2009年連邦議会選挙の投票用紙

その後、2005年ドイツ連邦議会選挙の際には、選挙制度の欠陥として、第2票（政党への投票）の増大がかえってその政党の議席の減少をもたらし、逆に、第2票の減少がその政党の議席の増大をもたらすことがある、という「負の投票価値」（Negatives Stimmgewicht）の問題が明るみに出た。「負の投票価値」の問題が生じる機序は、次のとおりである。各政党の獲得議席の総数は、「名簿結合」によって連邦全土での第2票の得票数に比例して決定される（これを「上位配分」という。）が、その議席数が各州名簿に配分される際には、当該政党の州名簿に投じられた第2票の得票数に比例して配分される（これを「下位配分」という。）こととなる。それゆえ、ある政党がいずれかの州で超過議席を得た場合に、当該政党に対して配分されるべき最後の1議席が、超過議席の発生した州に配分されるか、超過議席の発生しなかった州に配分されるかによって、当該政党の獲得議席数が変化する。このことと関連して、ある州における当該政党の第2票の得票数が増加したとしても、連邦全土での当該政党の獲得議席数が減少し、逆に、ある州における当該政党の第2票の得票数が減少したとしても、連邦全土での当該政党の獲得議席数が増加する、という現象が生じうる。例えば、超過議席の発生した州に最後の1議席が配分された場合には、当該政党の獲得議席数に変化は生じないが、その州における当該政党の得票数が減少した際に、最後の1議席が超過議席の発生していない州に配分されるとするならば、当該政党の獲得議席数は増加することとなる。
「負の投票価値」の問題について、連邦憲法裁判所は、2008年7月3日の第二法廷の判決において、超過議席が生じる場合の議席配分の原則について規定した連邦選挙法7条3項第2文（同法6条4項及び5項を準用）の規定が、基本法38条1項の保障する選挙の平等及び直接選挙の原則を侵害するものとして違憲であると判断し、2011年6月30日までに合憲的な規定に改めることを立法者（連邦議会及び連邦参議院）に対して義務付けた。
連邦憲法裁判所は、立法者に対して2011年6月30日まで3年間の猶予を与えていたため、次に予定されていた2009年の選挙は、従来の制度のもとで実施することが許容されていた。しかしながら、緑の党が同選挙を合憲席な制度のもとで実施する必要があるとして、2009年2月11日に、独自の連邦選挙法改正案を連邦議会に提出した。この改正案は、左翼党以外の会派の賛成を得ることができず、同年7月3日に否決された。
2009年9月27日のドイツ連邦議会選挙においては、過去最多の24議席が超過議席として発生した。この選挙の結果、CDU/CSUとSPDの大連立が解消され、CDU/CSUと自由民主党（FDP）の連立政権が成立した。選挙後、緑の党、SPD、左翼党などの野党各会派が次々に連邦選挙法改正案を連邦議会に提出し、連立与党も2011年6月28日（連邦憲法裁判所が設定した期限の2日前）にようやく改正案を連邦議会に提出した。
連邦選挙法改正案は、連邦議会内務委員会における審査を経た後、連立与党案の一部修正案が採用されて成立し、2011年12月3日から施行された。改正法による新たな議席配分方式は、次のとおりである。
1. 定数598議席について、投票数に基づき、サン＝ラグ・シェーパース方式[注釈 5]によって16州に比例配分する（上位配分、法6条1項）。ただし、各州の選挙区数及び区割りは、連邦選挙法附則によってあらかじめ固定されている。
2. 上位配分によって各州に配分された議席について、各州において投票された第2票の数に基づき、サン＝ラグ・シェーパース方式によって各政党の州名簿に配分する（下位配分、法6条2項）。各政党の各州名簿に配分された議席数から、当該州での選挙区当選者数を控除する（同条4項）[注釈 7]。
3. 上記2の配分に際して、ある政党が選挙区において獲得した議席は、当該政党の州名簿に配分する議席数を超過する場合であっても、なお当該政党に付与されたままとする（超過議席の維持、法6条5項）。
4. ある政党の州名簿に対しては、州名簿に投票された第2票と、各州において獲得した議席に要した第2票との差の合計（残余票数）を、連邦全土で1議席を得るために必要な票数で除して、小数点以下が0.5未満の場合は切り下げ、0.5を超える場合は切り上げ、複数の可能な議席配分が生じたときには連邦選挙長がくじ引きで決定する整数と同数の議席が、残余票数の多い順に配分される（追加議席、法6条2a項第1文）。
5. 超過議席が生じた州名簿に対して、超過議席の多い順に、追加議席総数に至るまで、優先的に追加議席が配分される。議席の総数は、その差分だけ増加する（法6条2a項第2文）。

このように、改正法においては、併用制の枠組みの中で「名簿結合」が廃止され、州ごとに政党への議席配分を行い、議席に結びつかなかった残余票を全国レベルで集計し、追加議席を付与する方法で、「負の投票価値」の問題が解決された。
なお、この仕組みのもとでは、ある政党が全国レベルで過半数の第2票を得たにもかかわらず、議席配分の過程において過半数の議席を得ることができない場合が生じる。そのため、こうした事態を防ぐために、連邦全体で配分される議席の半数より1議席多い議席が配分されるまで、当該政党の州名簿の残余票が多い順に、追加的な議席が配分され、その場合は、議員の総数がその差分だけ増加する旨の規定（多数保障条項（Mehrheitssicherungsklausel））が設けられた（法6条3項）。

#### 超過議席の廃止
その後、連邦憲法裁判所は、2011年の改正連邦選挙法についても「負の投票価値」が発生する可能性があること等を理由として、違憲判決を下した。そのため、2013年には、再び連邦選挙法が改正され、超過議席を容認するとともに、調整議席を無制限で認めることとなった。
超過議席の存在によって、本来の定数をはるかに上回る議員が選出されることとなり、実際に、2017年には709人、2021年には736人が選出されることとなった。このため、議員数増大の問題等を検討するために、2022年3月に、「選挙法改革及び議会活動の現代化のための委員会」が連邦議会に設置された。委員会は、2022年8月30日に、定数を598人に固定することと、超過議席・調整議席を廃止することをそれぞれ勧告する中間報告を可決した。
2023年に入ってからは、与野党間で協議が行われ、最終的に、改正連邦選挙法が成立し、2023年6月13日に公布された。改正法の内容は、次のとおりである。
1. 議員定数を630議席に引き上げる[注釈 9]（ただし、小選挙区の数は、従来どおり299とする。）。
2. 超過議席・調整議席の制度を廃止する。これによって、小選挙区で勝利した場合に自動的に議席が保障されることはなくなった。小選挙区で勝利した候補者のうち、得票率が高い候補者から順に、議席が割り当てられることとなる。
3. 基本議席条項（ドイツ語版）（Grundmandatsklausel）[注釈 10]を廃止する。

### 現行制度
ドイツ連邦議会は小選挙区比例代表併用制を採用している。これは日本の「小選挙区比例代表並立制」とは異なるもので、比例代表制を主に、小選挙区制の要素を加えた制度である。その詳細は以下の通りである。
まず全国で比例代表として法定定数全議席の630議席を設定する。またドイツの16の連邦州に、人口に応じて299の小選挙区を配分し設定する（例えばバイエルン州45議席、ベルリン12議席など）。各連邦州に配分された小選挙区は、人口を考慮して州内で区割りが行われる。
有権者はそれぞれの小選挙区での立候補者に投じる票と、比例代表で政党に投じる票の各1票、計2票を持つ。
議席の決定は以下のように行われる。
まず比例代表で政党に投じられた票を集計する（集計単位は連邦全体）。この結果をもとに各政党に議席が配分される。このとき、連邦全体での得票率が5％以上である政党のみに議席が配分され、それらを満たさない政党は計算から除外される（阻止条項）。ただし、少数民族政党には阻止条項は適用されないため、例えばシュレースヴィヒ＝ホルシュタイン州のデンマーク系やフリースラント系住民による地域政党・南シュレースヴィヒ選挙人同盟(SSW)は2021年の総選挙で1名を当選させている。
比例代表で議席を獲得した政党は、連邦全体集計で獲得した議席を各連邦州での獲得した票数に応じて各連邦州に再配分される。そして小選挙区での得票率が高い候補者から順に議席が割り当てられる。こうして最終的な当選者が決定する。
選挙権および被選挙権が付与されるのは18歳以上のドイツ国民である。議員の任期は4年で、後述するように解散が容易には行われないため基本的には4年間の任期満了をもって選挙となる。例外は連邦首相の信任決議案が否決された場合であり、この場合は首相の助言により連邦大統領が議会を解散して早期の選挙となる（ドイツ連邦共和国基本法第68条）。

## 東西ドイツ統一後の選挙結果

1949年から2025年までの各党の得票率の変動。グラフの中ほどに書かれているのはその時の政権与党

| 政党 | 政党 | 政党    | 政党                         | 1990 | 1994 | 1998 | 2002 | 2005 | 2009 | 2013 | 2017 | 2021 | 2025 |
| ---- | ---- | ------- | ---------------------------- | ---- | ---- | ---- | ---- | ---- | ---- | ---- | ---- | ---- | ---- |
|      |      | CDU/CSU | キリスト教民主・社会同盟     | 319  | 294  | 245  | 248  | 226  | 239  | 311  | 246  | 197  | 208  |
|      |      | CDU     | キリスト教民主同盟           | 268  | 244  | 198  | 190  | 180  | 194  | 255  | 200  | 152  | 164  |
|      |      | CSU     | キリスト教社会同盟           | 51   | 50   | 47   | 58   | 46   | 45   | 56   | 46   | 45   | 44   |
|      |      | AfD     | ドイツのための選択肢         | -    | -    | -    | -    | -    | -    | 0    | 94   | 83   | 152  |
|      |      | SPD     | 社会民主党                   | 239  | 252  | 298  | 251  | 222  | 146  | 193  | 153  | 206  | 120  |
|      |      | GRÜNE   | 同盟90/緑の党                | 8    | 49   | 47   | 55   | 51   | 68   | 63   | 67   | 118  | 85   |
|      |      | LINKE   | 左翼党                       | -    | -    | -    | -    | -    | 76   | 64   | 69   | 39   | 64   |
|      |      | SSW     | 南シュレースヴィヒ選挙人同盟 | -    | -    | -    | -    | -    | -    | -    | -    | 1    | 1    |
|      |      | FDP     | 自由民主党                   | 79   | 47   | 43   | 47   | 61   | 93   | 0    | 80   | 91   | 0    |
|      |      | PDS     | 民主社会党                   | 17   | 30   | 36   | 2    | 54   | -    | -    | -    | -    | -    |
|      |      |         |                              | 662  | 672  | 669  | 603  | 614  | 622  | 631  | 709  | 735  | 630  |